# Contea di Lingshou
La contea di Lingshou (灵寿县S, Língshòu XiànP) è una contea della Cina, situata nella provincia di Hebei e amministrata dalla prefettura di Shijiazhuang.